# Педурою-дін-Вале
Педурою-дін-Вале (рум. Păduroiu din Vale) — село у повіті Арджеш в Румунії. Входить до складу комуни Пояна-Лакулуй.
Село розташоване на відстані 117 км на захід від Бухареста, 15 км на південний захід від Пітешть, 86 км на північний схід від Крайови, 120 км на південний захід від Брашова.

## Населення
За даними перепису населення 2002 року у селі проживали 808 осіб, усі — румуни. Усі жителі села рідною мовою назвали румунську.